# Geodiidae
Geodiidae é uma família de esponjas marinhas da ordem Astrophorida.

## Gêneros
- Caminus Schmidt, 1862
- Erylus Gray, 1867
- Geodia Lamarck, 1815
- Isops Sollas, 1880
- Pachymatisma Bowerbank, 1864
- Sidonops Sollas, 1889